# Nadieżda Czernyszowa
Nadieżda Pietrowna Czernyszowa (ros. Надежда Петровна Чернышёва; ur. 21 marca 1951 w Kazaniu, zm. 3 maja 2019 w Moskwie) – radziecka wioślarka, srebrna medalistka olimpijska, brązowa medalistka mistrzostw świata.

## Kariera
W 1976 roku wystąpiła na igrzyskach olimpijskich w Montrealu, podczas których wzięła udział w jednej konkurencji – rywalizacji czwórek podwójnych ze sternikiem. Reprezentantki Związku Radzieckiego (w składzie: Anna Kondraszyna, Mira Briunina, Larisa Aleksandrova, Galina Jermołajewa oraz sterniczka Nadieżda Czernyszowa) zdobyły w tej konkurencji srebrny medal olimpijski, uzyskując w finale czas 3:32,49 i przegrywając jedynie z osadą z Niemieckiej Republiki Demokratycznej. W pierwszej rundzie uzyskały rezultat 3:11,74, dzięki czemu poprawiły ówczesny rekord olimpijski.
W 1978 roku zdobyła brązowy medal mistrzostw świata w Karapiro w czwórce podwójnej ze sternikiem. Rok wcześniej w tej samej konkurencji zajęła 5. miejsce w mistrzostwach świata w Amsterdamie.
Pięciokrotnie zwyciężyła w wioślarskich mistrzostwach ZSRR, wyróżniona została również medalem „Za pracowniczą wybitność”.